# Spodoptera junceti
Spodoptera junceti är en fjärilsart som beskrevs av Philipp Christoph Zeller 1847. Spodoptera junceti ingår i släktet Spodoptera och familjen nattflyn. Inga underarter finns listade i Catalogue of Life.